# Villa Real (Buenos Aires)
Villa Real é um bairro da cidade argentina de Buenos Aires. Caracterizado por ser um bairro de casas baixas e de classe média. Suas avenidas principais são Gral. Paz, Francisco Beiró, e Lope de Vega.
Villa Real é um dos bairros menos extensos de toda a cidade, sendo o segundo menor bairro de Buenos Aires, e também um dos que têm menor população. Com pouco mais de 14 mil habitantes (2001), é o terceiro bairro menos povoado, depois de Versalles e Puerto Madero.

## História

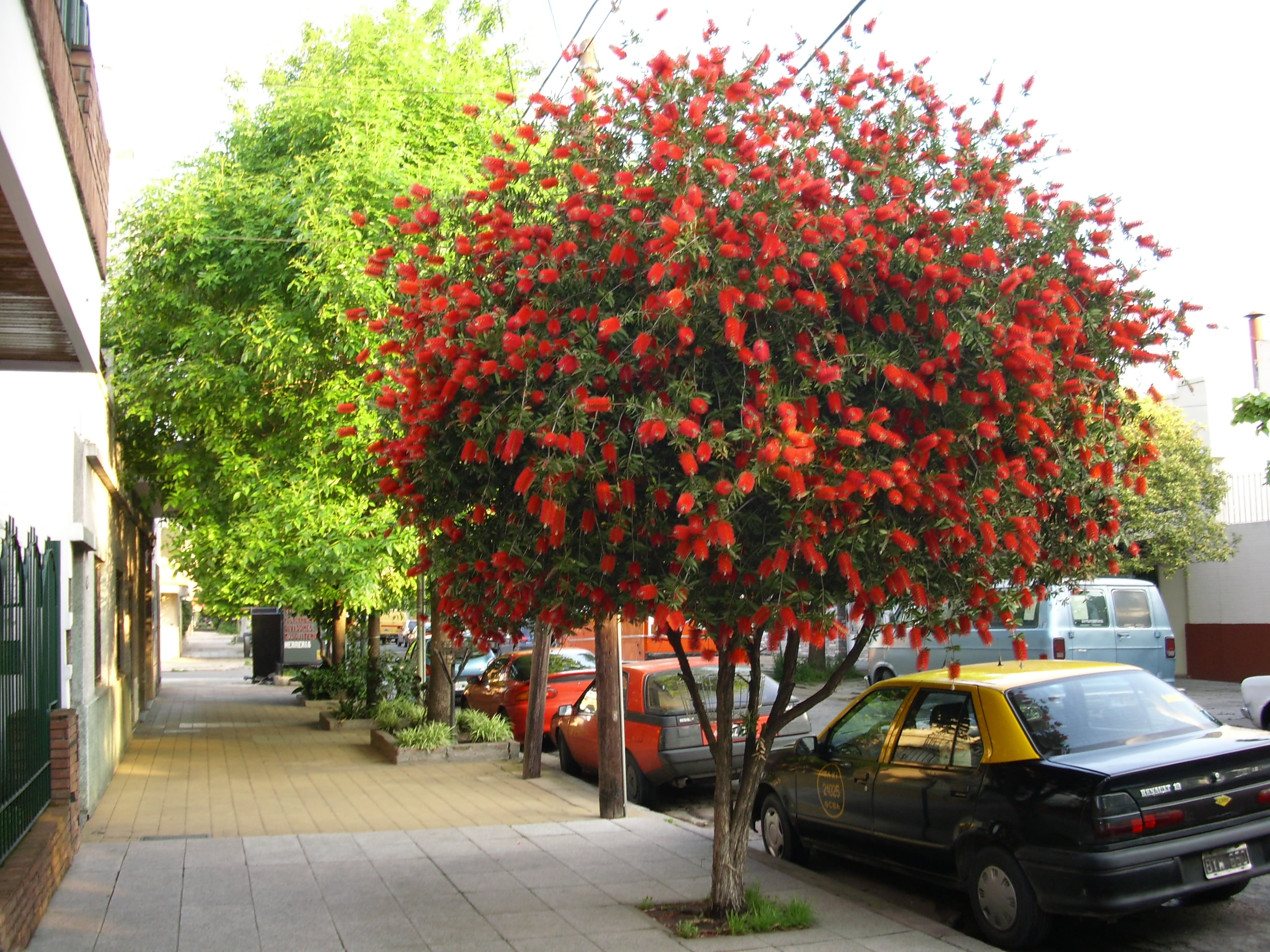
Vista da Rua Cortina, em Villa Real

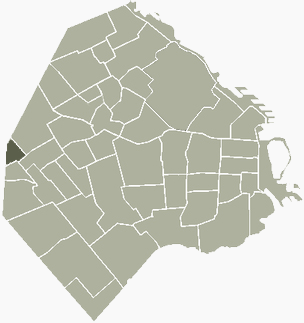
Mapa de Villa Real na cidade

Seu passado, intimamente ligado ao desenvolvimento urbano da capital argentina, remonta ao final do século XIX, quando a cidade se expandia em direção aos seus limites.
Em 18 de março de 1909, foi assinado o decreto que deu o nome à estação Villa Real, localizada em Irigoyen e Tinogasta. Por esta razão, Villa Real leva esse nome. O bairro começou a surgir ao redor da estação. E logo começou a ser povoada, por vizinhos, principalmente italianos e espanhóis, que vieram para essas terras distantes, dos cortiços da cidade.
Em terras adquiridas do ministro Norberto Piñeiro, a Companhia Ferroviária Buenos Aires ao Pacífico colocou os trilhos que a ligariam à Ferrovia Oeste, desde a estação Sáenz Peña até a estação Villa Luro. E ele construiu a estação mais importante da filial na área, Villa Real. Nome que o Poder Executivo autorizou em 18 de março de 1909, estabelecendo a data de comemoração do bairro.

## Cultura

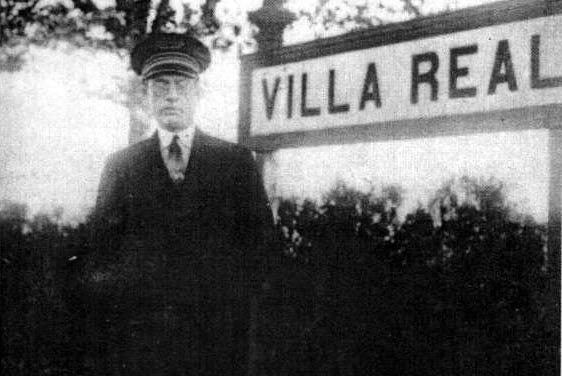
Juan Gonzalez, responsável pela estação Villa Real do Ferrocarril Buenos Aires al Pacífico

Ferrocarril Buenos Aires al Pacífico

O bairro tem um Museu do Automóvel, localizado na Irigoyen 2255, perto da Praça Real Villa, que tem vários veículos a partir do século XIX, e uma biblioteca especializada.
A última praça, construída em 2015, é "Las Toscaneras de Villa Real", em homenagem aos trabalhadores toscanos que trabalhavam na fábrica Sati (Sociedad Anónima de Tabacos Industrializados), localizada naquele terreno. Localizado entre as ruas Molière, Pedro Varela, Virgilio e Ramón Lista, abriga o Centro Murga Revoltosos de Villa Real, que nasceu na Plaza Villa Real e após a inauguração mudou-se para a nova praça.